# 威廉港戰爭海軍造船廠

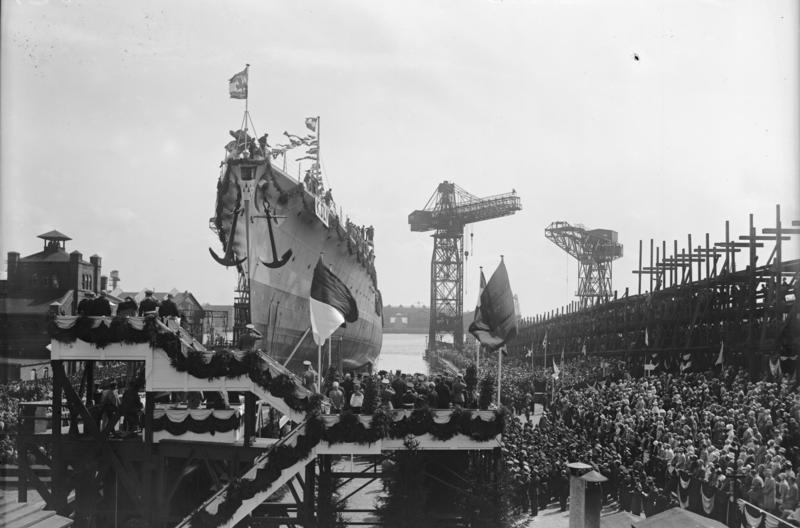
1928年「戰爭海軍造船廠」中正在下水的輕巡洋艦「科隆號」。

威廉港戰爭海軍造船廠（德語：Kriegsmarinewerft Wilhelmshaven）是德國海軍的一個造船商，位於汉诺瓦省的威廉港，在1918年至1945年期間，德國海軍相當重要的海軍基地即位於該處。

## 歷史
威廉港戰爭海軍造船廠起於第一次世界大戰後成立，由於原本的威廉皇帝造船廠被關閉，而成立了威廉港國家海軍造船厂（Reichsmarinewerft Wilhelmshaven），在1935年因為德國的國家海軍改名為戰爭海軍，此造船廠名字也隨之更改。在二戰後，造船廠近95%遭到英國炸毀。

## 建造船隻（僅部份名單）

### 海軍艦隻

#### 戰鬥艦
- 俾斯麥級戰艦：
  - 鐵必制號，1939年4月1日下水。

#### 巡洋艦
- 德國級裝甲艦：
  - 舍爾海軍上將號，1933年4月1日下水。
  - 斯比伯爵海軍上將號，1934年6月30日下水。
- 沙恩霍斯特级战列巡洋舰：
  - 沙恩霍斯特號，1936年10月3日下水。
- 柯尼斯堡级轻巡洋舰
  - 柯尼斯堡号轻巡洋舰 1926年4月12日铺设龙骨，1927年3月26日下水，1929年4月17日服役。
  - 科隆号轻巡洋舰 1926年8月7日铺设龙骨，1928年5月23日下水，1930年1月15日服役。
- 埃姆登级轻巡洋舰
  - 埃姆登号轻巡洋舰 1921年12月8日铺设龙骨，1925年1月6日下水，1925年10月15日服役。

#### 潛艇（U-潛艇）
- 27 x VII級潛艇（1939-44）